# Iris (film 1916)
Iris è un film muto del 1916 diretto da Cecil M. Hepworth. Il soggetto, basato sul lavoro teatrale di Arthur Wing Pinero, venne ripreso nel 1920 in A Slave of Vanity, un film statunitense diretto da Henry Otto che aveva come protagonista Pauline Frederick.

## Trama
Un'ereditiera vedova, poiché le viene vietato di risposarsi, si prende un amante.

## Produzione
Il film fu prodotto dalla Hepworth.

## Distribuzione
Distribuito dalla Ideal, il film uscì nelle sale cinematografiche britanniche nel novembre 1915.
Si conoscono pochi dati del film che si pensa sia stato distrutto insieme a gran parte dei film della compagnia nel 1924 dallo stesso produttore, Cecil M. Hepworth. Fallito, in gravissime difficoltà finanziarie, Hepworth pensava in questo modo di poter almeno recuperare il nitrato d'argento della pellicola.